# Luis Antônio Pimentel
Luís Antônio Pimentel (Miracema, 29 de março de 1912 — Niterói, 6 de maio de 2015) foi um poeta, professor, jornalista e memorialista brasileiro. Era membro da Academia Fluminense de Letras - AFL; Academia Niteroiense de Letras - ANL e presidente de honra no Grupo Monaco de Cultura.

## Biografia
Sobrinho por parte de pai do literato Figueiredo Pimentel, de quem reconhece a influência da obra sobre os primeiros trabalhos literários.
Tendo sido aluno bolsista em intercâmbio no Japão, residiu lá entre os anos de 1937-1942, familiarizando-se com o haicai ao ter contato com autoridades como Hagiwara Sakutarô e Takamura Kôtarô. Pimentel tem sua poesia traduzida para o inglês, o alemão, o francês, o espanhol e o sueco.
Pimentel é um dos precursores do haicai no Brasil, responsável pela divulgação deste estilo de poesia ao lado de Olga Savary e Helena Kolody. Tem parte na cunhagem definitiva do termo “haicai” em língua portuguesa quando, estudante da faculdade de filosofia da Universidade do Brasil, encaminhou a Aurélio Buarque de Holanda, por intermédio do gramático Celso Cunha, o pedido de dicionarização, evitando que o termo se dispersasse em outras transliterações como hai-cai, hai-kai, haikai, haiku, hai-ku e hokku.
Com seu livro Namida no Kito, obra escrita em português no japão e traduzida para o japonês no ano de 1940, Pimentel se tornou o primeiro autor brasileiro traduzido para o japonês que se tem notícia.
O autor reconhece ter se permitido inovar o haicai ao tratar de temas tropicais, criando também o haicai erótico, o engajado politicamente e o étnico. Contudo, estas pequenas transgressões não corrompem o cânon estético inaugurado por Matsuô Bashô como a rigorosa métrica e a exigência da indicação da estação do ano (Kigo) e dos fenômenos da natureza.
Sua vasta obra literária, conta com livros como: Contos do velho Nipon (1940), Tankas e haicais (1953), Cem haicais eróticos e um soneto de amor nipônico (2004). E se encontra reunida em três volumes publicados pela editora Niterói Livros, que contém o texto integral de Tankas e haicais, tal como coordenada pelo professor Nelson Eckhardt em 1953.
A obra reunida, em acurada edição crítica de três volumes, conta também com poesias compiladas inéditas até 2004, data desta edição e versões para diversas línguas, entre elas o japonês, na tradução de Yonekura Teruo.
Além da primeira biografia, assinada por Alaôr Eduardo Scisínio, a obra do poeta recebeu diversos estudos, como o escrito pelo filósofo brasileiro R.S. Kahlmeyer-Mertens, que nos últimos anos vem dedicando trabalhos sobre a produção de haicais do poeta, destacando o relevo do pensamento de Pimentel para a contemporaneidade.

## Haicais selecionados
Luar na neblina.
Dentro da cabana escura,
Um ranger de redes
O vento levanta
a névoa fina do vale,
despertando a aurora.
Chove: chia a chuva
E, de chofre, o chão enxuto.
Encharca-se e se enxágua.
A onda, na bruma,
côncava, redonda, estronda.
Explodindo espuma
Predador perene,
pula o sapo-pipa e parte
o espelho do poço.
Que é um haicai?
É o cintilar das estrelas
num pingo de orvalho.
O cego pergunta:
como é o luar? E a jovem
beija-o na fronte.
Completa a ternura:
tira os espinhos da rosa,
antes de ofertá-la.
A jovem romântica
tirou todos os espinhos
do balcão florido.
Lagarta, hoje verme,
amanhã, em altos vôos,
vai sugar as flores.

## Obras de Luís Antônio Pimentel
- PIMENTEL, Luís Antônio. Obras Reunidas. Aníbal Bagaça (org.). 3.vol. Niterói: Niterói Livros, 2004.
- ________. Haicais Onomásticos. Niterói: Nitpress, 2007.
- ________. Contos do Velho Nipon. Niterói: Nitpress, 2009.
- ________. Luís Antônio Pimentel em 176 haicais - Organização de Graça Porto e Mauro Carreiro Nolasco. Niterói: Parthenon Centro de Arte e Cultura, 2015. Última publicação em vida do escritor, aos 103 anos.

Na Beira da baia
Maria embala seu filho
Sem berço
Deus enviou seu filho
A Terra
Foi um Deus nos acuda!

## Obras sobre Luís Antônio Pimentel
- ALMEIDA, Ana Paula. Luís Antônio Pimentel e a vida cultural na Niterói dos anos 1930. Niterói: EdUFF, 2008.
- KAHLMEYER-MERTENS,R.S. Verdade-Metafísica-Poesia - Um ensaio de filosofia a partir dos haicais de Luís Antônio Pimentel. Niterói: Nitpress, 2007.
- _________. Fenomenologia do haicai - Gênese, desenvolvimento e ressonâncias da poesia haicai em Luís Antônio Pimentel. Niterói: Nitpress, 2010.
- SCISÍNIO, Alaôr Eduardo. Um tupiniquim na terra do sol nascente. Niterói: EdUFF, 1998.